# Laura Sogar
Laura Sogar (ur. 27 kwietnia 1991 w Dallas) – amerykańska pływaczka, specjalizująca się głównie w stylu klasycznym.
Wicemistrzyni świata na krótkim basenie ze Stambułu (2012) na 200 m stylem klasycznym oraz brązowa medalistka w sztafecie 4 x 100 m stylem zmiennym.